# Regimiento de Infantería 2 (Bolivia)
El Regimiento de Infantería 2 «Sucre» es un regimiento del Ejército de Bolivia perteneciente a la Décima División del Ejército. Su base se localiza en la ciudad de Sucre, provincia de Oropeza, departamento de Chuquisaca.

## Historia
En el siglo XIX, la unidad era conocida como «Batallón de Infantería «Sucre» 2.º de Línea». Como tal, participó de la segunda campaña de la guerra del Pacífico.
Por Orden General N.º 420 del 28 de diciembre de 1914, el Ministerio de Guerra dispuso que la unidad se denominara «Regimiento “Sucre” 2.º de Infantería».
Para 1932, año de inicio de la guerra del Chaco, el RI-2 integraba la 1.ª División del Ejército.
En la segunda mitad de la década de 1970, el Ejército de Bolivia realizó reorganizó sus filas. El Regimiento Sucre pasó a integrar la 7.ª División.